# خاویر مارگاس
خاویر مارگاس (اسپانیایی: Javier Margas‎؛ زادهٔ ۱۰ مهٔ ۱۹۶۹) بازیکن فوتبال اهل شیلی بود.

## باشگاهی
از باشگاه‌هایی که در آن بازی کرده‌است می‌توان به باشگاه فوتبال آمریکا، باشگاه فوتبال کولو-کولو، و باشگاه فوتبال وستهام یونایتد اشاره کرد.

## تیم ملی
وی همچنین در تیم ملی فوتبال شیلی بازی کرده‌است.